# Richard Cosway
Richard A. Cosway (1742-1821) est un des plus brillants miniaturistes de la fin du XVIIIe siècle et du début du XIXe siècle.

## Biographie
Richard Cosway est né en novembre 1742 à Tiverton, (Devonshire) où son père est enseignant. Il révèle très tôt ses dons pour la peinture. Sur les conseils de son oncle, il part pour Londres. Il est âgé de douze ans.
Il étudie le dessin et gagne le premier prix de la Société des Arts dans cette discipline. Il complète sa formation en travaillant la peinture à l'huile sous l'égide de Thomas Hudson puis de William Shipley.
Il expose à l'Académie Royale en 1770, devient membre associé la même année et enfin membre à part entière en 1771. Il réside à Londres où il a un atelier dès 1770 et devient le miniaturiste le plus en vogue en peignant le portrait de Madame Fitzherbert pour le prince de Galles. On lui attribue parfois la paternité de la mode œil miniature avec son gros plan de l'œil du prince de Galles pour Madame Fitzherbert en 1785.
À cette époque, il habite Shomberg House dans le quartier de Pall Mall. Dans l'aisance, il déménage à Stratford Place en 1791 et y séjourne jusqu'en 1821.
Il épouse Maria Hadfield en 1781. Elle lui donne une fille qui décède en bas âge.
Il recrute sa clientèle parmi les membres de la famille royale, les personnages de la cour d'Angleterre et les aristocrates.
Il décède à l'âge de 73 ans le 4 juillet 1821 à Edgware, Middlesex en se noyant avec son attelage. Il est enterré à Marylebone New church.
De nombreuses de ses miniatures sont dans des mains privées ou se trouvent dans les collections royales anglaises.

## Galerie

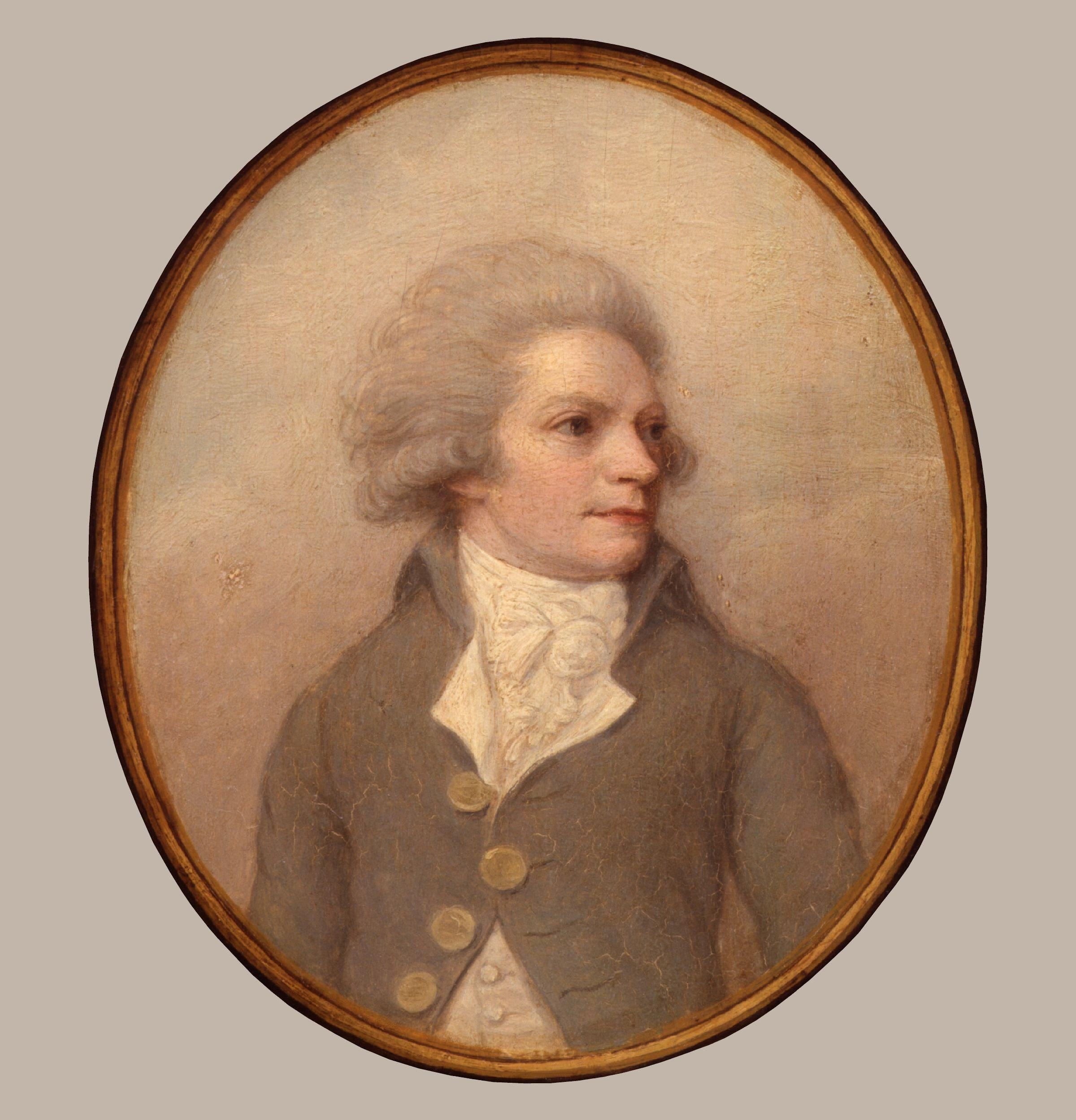
Autoportrait de Richard Cosway - National Portrait Gallery (Royaume-Uni)
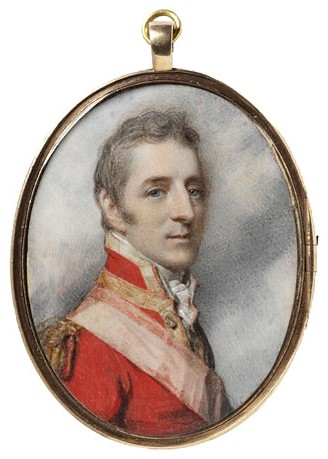
Arthur Wellesley de Wellington, Victoria and Albert Museum no. P.6-1941
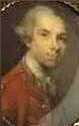
Midshipman Isaac Smith, membre d'equipe de HMS Endeavour, ca. 1800
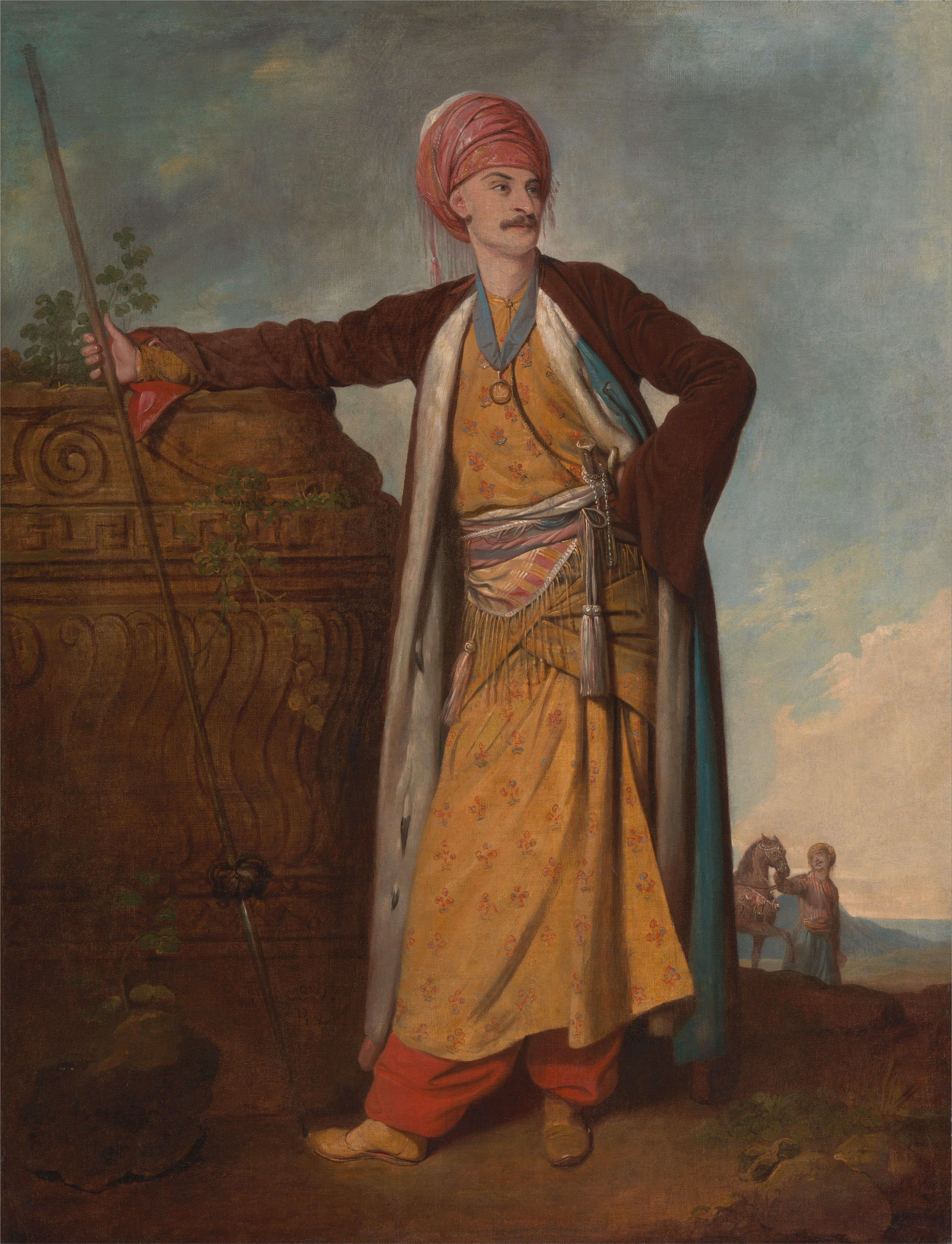
Portrait d'un Arménien
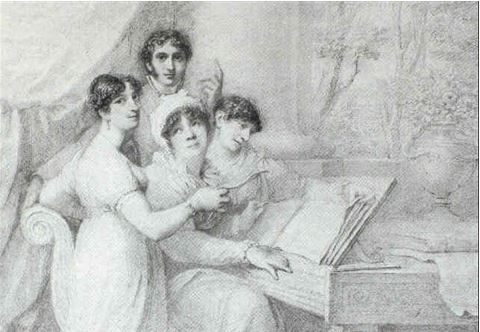
John Braham avec Harriet Abrams et ses filles, Harriett Abrams et Theodosia Abrams